# Melithaea splendens
Melithaea splendens är en korallart som först beskrevs av Nutting 1911.  Melithaea splendens ingår i släktet Melithaea och familjen Melithaeidae. Inga underarter finns listade i Catalogue of Life.